# Tarvos (satélite)
Tarvos (pronunciado [ˈtɑrvəs] TAR-vəs o pronunciado [ˈtɑrvɒs] TAR-vos) o Saturno XXI es la sexta luna irregular más grande de Saturno. fue descubierto por John J. Kavelaars, el 23 de septiembre de 2000 y se le dio la designación temporal de S/2000 S 4. El nombre se le puso en agosto de 2003, como Tarvos, una deidad representada como un toro dios en la mitología gala.

## Órbita

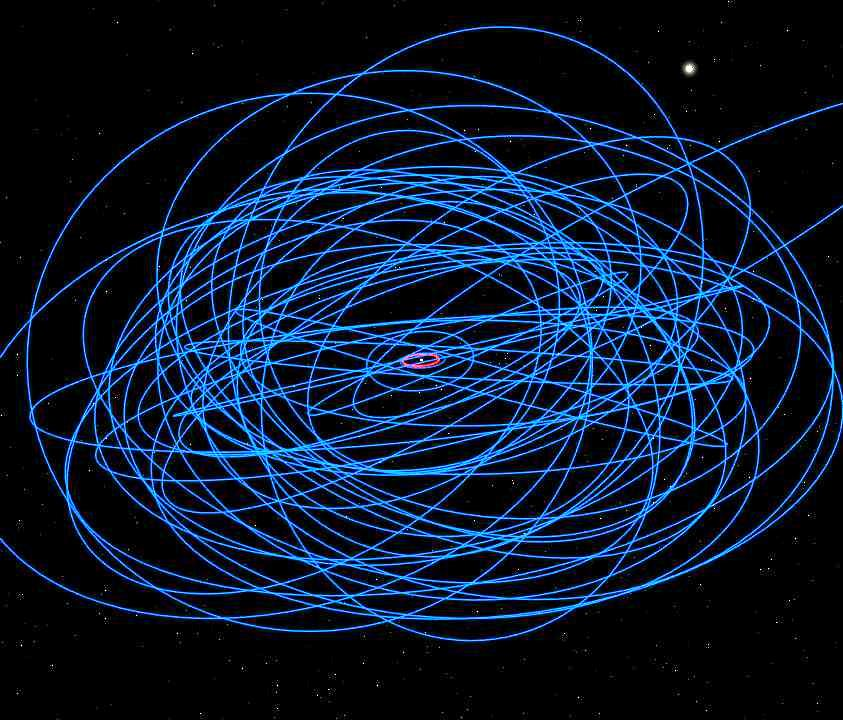
Órbitas de los satélites irregulares de Saturno

Tarvos orbita a Saturno a una distancia media de 18 000 000 km en 926 días y tiene cerca de 15 km de diámetro (con un albedo de 0.04). Tiene la mayor excentricidad orbital de todo el sistema de Saturno.
Es un miembro del Grupo Gallic de satélites irregulares.
Por compartir similitudes orbitales con otras lunas y mostrar luz en color rojo claro (B-V=0.0.77 R-V=0.57), Tarvos se cree que tiene su origen en la ruptura del cuerpo que golpeo Albiorix dando origen a dicho grupo.